# Lepidonotus cryptocephalus
Lepidonotus cryptocephalus är en ringmaskart som först beskrevs av Grube 1878.  Lepidonotus cryptocephalus ingår i släktet Lepidonotus och familjen Polynoidae. Inga underarter finns listade i Catalogue of Life.